# Feliciadamia stenocarpa
Feliciadamia stenocarpa är en tvåhjärtbladig växtart som först beskrevs av Jacq.-fél., och fick sitt nu gällande namn av Arthur Allman Bullock. Feliciadamia stenocarpa ingår i släktet Feliciadamia och familjen Melastomataceae. Inga underarter finns listade i Catalogue of Life.